# 4GETU
4GETU è un singolo del rapper italiano Izi, pubblicato il 13 aprile 2017 come secondo estratto dal secondo album in studio Pizzicato.

## Descrizione
Le musiche e la produzione del brano sono state curate dal DJ producer Noise. Il titolo del brano è da leggersi con la pronuncia inglese dell'espressione forget you, traducibile come «dimenticarti».

## Video musicale
Il video, diretto da Federico Merlo, è stato pubblicato in concomitanza con il lancio del singolo attraverso il canale YouTube del rapper.

## Tracce
1. 4GETU – 1:46